# Рябкіна Єлизавета Анатоліївна
Єлизавета Рябкіна  — українська хокеїстка. Колишня нападниця жіночої збірної України з хокею.

## Життєпис
Ліза Рябкіна грала в хокей починаючи з дитинства. Через те, що в Україні не було дівочих команд, вона грала в командах з хлопцями та тренувалась в харківському клубі «Дружба-78». Так як по регламенту після 15 років дівчатам було заборонено виступати в українських чоловічих командах, Єлизавета була змушена закінчити свої виступи в цьому виді спорту. 
Продовжила повноцінно займатись хокеєм Рябкіна лише після того як у 2005 році, у віці 18 років вона переїхала навчатись до США. Там вона грала за Беркширську шкільну команду. Окрім хокею активно займалась лакросом, футболом, легкою атлетикою та брала участь у регіональних змаганнях з метання диска.
Після того як у 2007 році Рябкіна почала навчатись у Гарвардському університеті, стала виступати за університетську жіночу команду «Гарвард Крімсон». У підсумку в складі «малинових» Ліза Рябкіна зіграла понад 120 матчів та була альтернативним капітаном команди.
У травні 2018 року Федерація хокею України ухвалила рішення про відновлення жіночої збірної України з хокею. 32-річна Рябкіна теж потрапила до заявки команди яка поїхала на кваліфікаційний турнір чемпіонату світу, що проходив у січні 2019 року у Кейптауні. Збірна України здобула там перемогу у всіх чотирьох своїх матчах та завоювала путівку до другого дивізіону. За підсумками кваліфікації Єлизавету Рябкіну було визнано MVP турніру. Вона записала до свого активу  вісім очок по системі гол+пас. В активі української нападниці було шість результативних передач партнеркам по команді та ще двічі Рябкіна закинула шайбу самостійно у ворота збірної Гонконгу. 